# آنجلیکا کویچینسکی
آنجلیکا کویچینسکی (به انگلیسی: Angélica Kvieczynski) ژیمناست زادهٔ ۱ سپتامبر ۱۹۹۱ میلادی اهل برزیل است.